# Liste der Monuments historiques in Le Blanc-Mesnil
Die Liste der Monuments historiques in Le Blanc-Mesnil führt die Monuments historiques in der französischen Gemeinde Le Blanc-Mesnil auf.

## Liste der Bauwerke
| Bezeichnung        | Beschreibung | Standort                            | Kennzeichnung | Schutzstatus | Datum | Bild           |
| ------------------ | ------------ | ----------------------------------- | ------------- | ------------ | ----- | -------------- |
| Cité Germain-Dorel |              | 212, avenue du Huit-Mai-1945 (Lage) | PA93000001    | Inscrit      | 1996  | weitere Bilder |

## Liste der Objekte
- Monuments historiques (Objekte) in Le Blanc-Mesnil in der Base Palissy des französischen Kultusministeriums